# Angelo Froglia
Angelo Froglia (Livorno, 23 marzo 1955 – Roma, 11 gennaio 1997) è stato un pittore e scultore italiano.

## Biografia
Dopo il diploma conseguito presso il liceo artistico, si iscrisse all'Accademia di belle arti di Firenze. Nel 1971 affittò un atelier e iniziò a dipingere. Nel 1974 partecipò alla Quadriennale di Roma. Nel 1978, come membro di Azione Rivoluzionaria, compì un attentato alla sede livornese della Cisnal per il quale scontò tre anni e mezzo di prigione. Già in giovane età viene coinvolto nel consumo di droghe. Nel 1981, uscito dal carcere, tornò a Livorno e riprese l'attività artistica. 
Nel 1984 Angelo Froglia finì sui giornali di tutto il mondo come autore della burla delle sculture ritrovate a Livorno, che erano state attribuite ad Amedeo Modigliani Egli produsse anche un video dal titolo "Peitho e Apate... della persuasione e dell'inganno (Cherchez Modi)", e nel 1984 venne premiato dalla critica al Torino Film Festival. 
Dal 1985 Angelo Froglia riprese intensamente a lavorare, nonostante la sua salute fosse minata dalla droga; con i diversi dipinti da lui creati organizzò mostre, sia in Italia che all'estero.
Nel tempo si stanca di essere considerato come il protagonista del "caso Modigliani" anche se per lui non è mai stata una "burla" ma una performance dal significato estetico sociale.
Poco prima di morire all'amico Massimo Carboni confida: "Il tempo non conta e fin dove posso arrivare lavoro, l'importante è la convinzione che ci metti dentro".
Dopo una lunga malattia morì l'11 gennaio 1997.
Dal 22 dicembre 2024 due delle "false teste" ad opera di Froglia, denominate "Modì 1" e "Modì 3", sono esposte al Museo della Città di Livorno in via permanente nella sezione di Storia ed Arte antica, medievale e moderna dedicata alla storia di Livorno.

## Curiosità
- Nel settembre 2010 una testa di Angelo Froglia, scolpita alla maniera di Modigliani, è stata in vendita su eBay al prezzo di 200.000,00 Euro[4][5]. Anche Bettino Craxi, nella sua collezione privata di Hammamet, aveva una falsa testa Modì[6]
- Nel 2011 è stato realizzato il film-documentario Le vere false teste di Modigliani che ricostruisce la vicenda.[7]
- La falsa testa di Modigliani fatta ritrovare da Angelo Froglia è presente nella pubblicazione Due pietre ritrovate di Amedeo Modigliani (Books & Company Editore, ISBN 978-88-7997-124-9), catalogo ufficiale pubblicato in occasione della mostra che nel 1984 fu organizzata a Livorno per il centenario della nascita e che fu pubblicato con l'avallo di famosi esperti e critici d'arte nazionali, con ampio corredo di fotografie e didascalie. Quel libro divenne, nel giro di qualche giorno, il catalogo della "beffa di Modì".

## Mostre
- 1974, Quadriennale romana
- 1975, Immagine critica. Casa della Cultura Livorno
- 1984, Museo Villa Maria. In occasione della mostra "L'altro Modigliani". Vengono esposte le sue sculture (Modi 1 e Modi 2) scambiate, dalla critica, per quelle di Modigliani
- 1985, Festival Internazionale del Cinema di Torino
- 1989, Angelo Froglia. con Galleria Rotini a Nurnberg 4, Norimberga
- 1989, Angelo Froglia. con Galleria Rotini a Bergamo, Bidart
- 1989, Angelo Froglia. con Galleria Rotini a Biaf, Barcellona
- 1990, Angelo Froglia. con Galleria Rotini a Bologna, Arte Fiera
- 1991, Angelo Froglia. con Galleria Rotini a Milano, Internazionale d'Arte
- 1991, Angelo Froglia. con Galleria Rotini a Padova, Arte 91
- 1991, Angelo Froglia. con Galleria Rotini a Lineart, Ghent Belgio
- 1992, Angelo Froglia. con Galleria Rotini a Arco, Madrid
- 1992, Mediterranea e altre storie. personale Galleria Rotini Livorno
- 1997, Retrospettiva 1973-1996" - Livorno stazione marittima
- 1997, Retrospettiva 1973-1996" - Milano dal 10 settembre al 24 settembre
- 2010, "Angelo Ritrovato" Centro Culturale Michon, Livorno 23 marzo